# فیلیپ ابوت
فیلیپ ابوت (انگلیسی: Philip Abbott؛ ۲۱ مارس ۱۹۲۴ – ۲۳ فوریهٔ ۱۹۹۸) هنرپیشه اهل ایالات متحده آمریکا بود. از فیلم‌هایی که وی در آن‌ها نقش آفرینی کرده می‌توان به پسر نامرئی و پرنده شیرین جوانی اشاره کرد.

## گزیده فیلمشناسی
از فیلم‌ها یا برنامه‌های تلویزیونی که وی در آن نقش داشته‌است می‌توان به آثار زیر اشاره کرد.
- پسر نامرئی (1957)
- پرنده شیرین جوانی (فیلم) (1962)
- منطقه نیمه‌روشن (1963)
- ایستگاه اتوبوس (مجموعه تلویزیونی) (1961)
- بن کیسی (1962-1963)
- زن بیونیک (1977)